# M247約克中士式自行防空炮

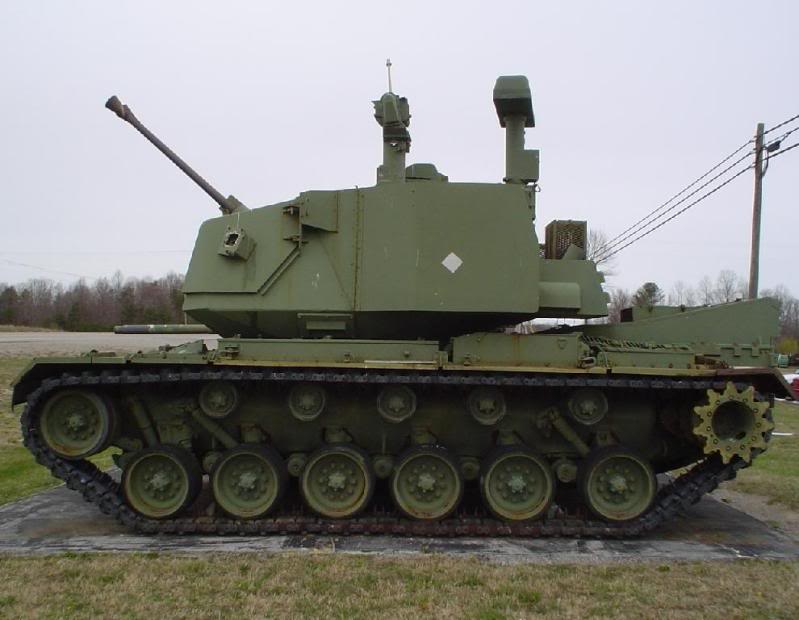
M247的側面

M247約克中士（英語：M247 Sergeant York）是美國福特航太於1977年開發的一款自行防空炮，並以美國陸軍在一次大戰的英雄約克中士命名。美國國防部鑒於當時蘇聯空軍和陸軍分別裝備的Su-25攻擊機和Mi-24雌鹿直升機相繼服役，令美國和北約盟國的陸軍受到空中打擊的威脅大為增加，因而發展一款用於低空防衛的自行防空炮，原訂於1988年時會有618輛進入美國陸軍服役，但最終只生產了約50輛早期生產型便於1985年下馬收場。

## 開發計劃

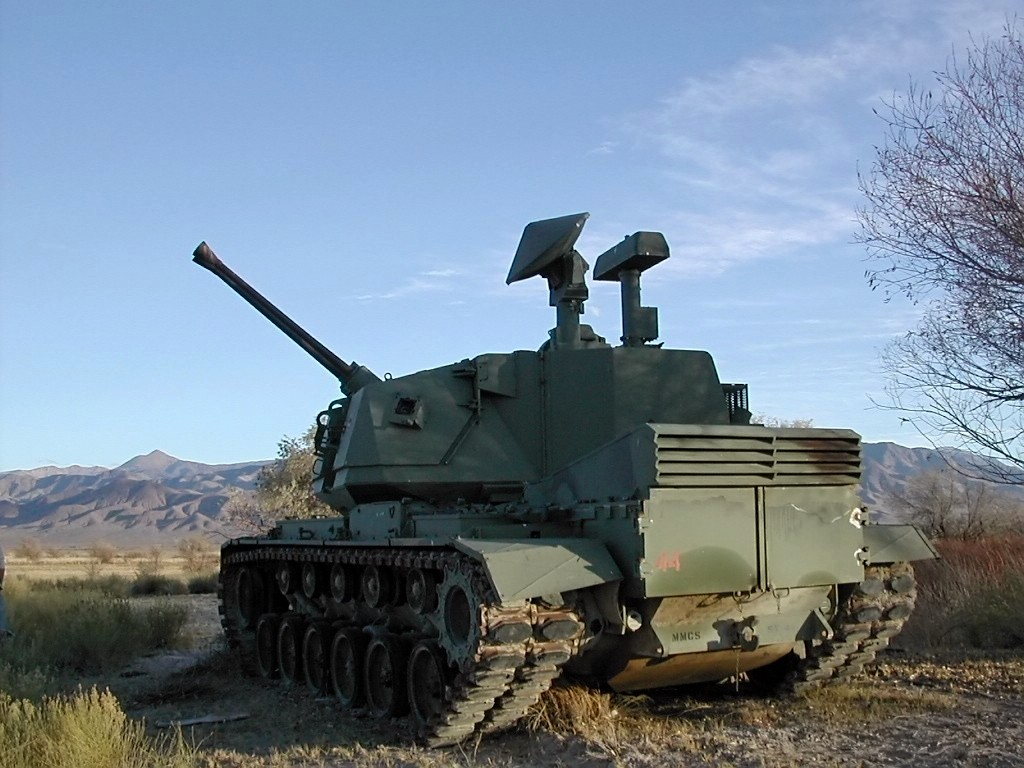
在內華達州測試的M247，可見其後部構型

1970年代中期，美國陸軍提出「先進雷達制導防空炮系統」（Advanced Radar-directed Gun Air Defense System, ARGADS）的計劃，尋求一種新型的自走防空炮取代M163火神防空炮及MIM-72短程防空導彈系統，這個計劃後來更名為「師級防空系統」（Division Air Defense, DIVAD）突顯其將應用於裝甲師的防空角色。
美國陸軍於1977年5月正式提出對DIVAD系統的性能指標，並邀請廠商參與競標。陸軍要求防空炮需要使用庫存的M48坦克作為車體；由發現目標到開火的反應時間不多於5秒，最長不超過8秒，並且可在距離目標3000米處接戰；每次開火連射30發炮彈時最少有半數擊中目標；並且具有全天候作戰能力，及配備光學瞄準裝置、前視紅外線和鐳射測距儀。

### 候選設計
Sperry Corporation提出以1950年代後期的T249義警式自行防空炮為基礎，但將原先的6管37毫米T250格林機炮改為35毫米口徑，發射與歐瑞康35毫米口徑KDA機炮相同的35x228毫米彈藥，最高射速可達每分鐘3000發，可選擇每分鐘180發用於對地射擊，備彈量1,464發，使用鋁合金炮塔，頂部裝有兩面雷達天線及設有敵友識別裝置。

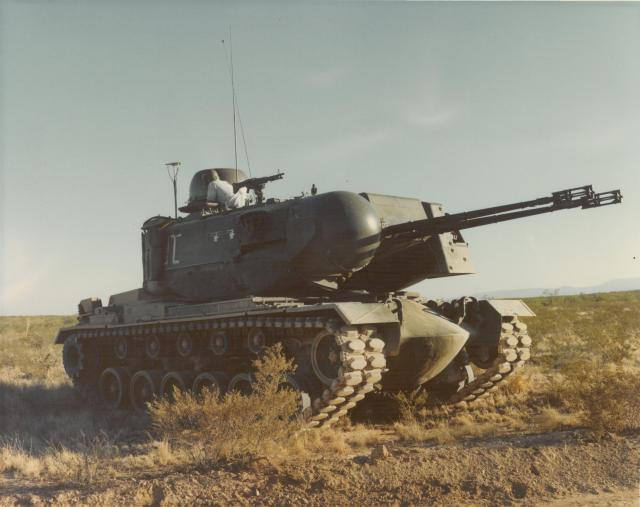
通用動力參與競爭的XM246原型車，使用兩門歐瑞康35毫米口徑KDA機炮，但最後敗於福特航太的XM247

通用電氣提出採用A10攻擊機所配備的7管30毫米口徑GAU-8復仇者機炮，但炮塔在各廠商中屬於較細小，搜索目標和進行追踪都使用同一個雷達，所以炮塔只有一面雷達天線。
雷神公司提出在M48坦克的車體安裝西德獵豹式自行防空炮的炮塔，炮塔兩側各裝有一門歐瑞康35毫米口徑KDA機炮，但改用荷蘭Signaalapparaten的雷達系統及瑞士康特拉韋斯（Contraves）的火控系統。
通用動力提出在鋁合金炮塔前方的中央安裝兩門歐瑞康35毫米口徑KDA機炮，有別於獵豹式自行防空炮安裝於炮塔的外側，可連射或單發射擊，兩門炮最高射速合共每分鐘1100發，以一個600發容量的彈倉供彈，雷達及火控系統衍生自方陣近迫武器系統，追踪雷達位於鄰近KDA機炮的炮塔前方，搜索雷達在炮塔頂部，另裝有穩定式光學瞄準器及鐳射測距儀。
福特航太提出在炮塔前方的中央位置安裝兩門70倍徑的波佛斯40毫米口徑高射炮，使用體積較大的盒狀炮塔，在炮塔頂部裝有可升降的搜索雷達和追踪雷達，當不使用或運輸時可將雷達降下避免受損，追踪雷達將使用F-16戰鬥機的AN/APG-66修改而成，另裝有穩定式光學瞄準器及鐳射測距儀。

### 福特航太與波佛斯
福特航太選用的波佛斯40毫米口徑L70機炮是各參與DIVAD計劃競標的廠商中，所選彈藥直徑最大者，也是唯一採用40毫米機炮的方案，單發彈頭威力比有三個方案採用的歐瑞康35毫米口徑機炮所發射的35x228毫米彈藥更強，但射速每分鐘330發，兩門合計660發也是各方案中最低的。由於這款炮是以彈匣供彈，相比起採用彈鏈供彈的KDA機炮或使用鼓狀彈倉的30毫米GAU-8復仇者機炮，使用彈匣的波佛斯40毫米機炮較難維持持續火力。美國知名記者格雷格·伊斯特布鲁克在1982年發表報導，指出福特航太與瑞典波佛斯公司有商業協定，將原定計劃採用的歐瑞康35毫米口徑機炮改為波佛斯40毫米口徑機炮。由於當時的新型自走防空炮大部分都選用歐瑞康35毫米口徑KDA機炮，波佛斯公司為了打開市場，於是與福特航太訂立商業協議在競標DIVAD計劃時採用40毫米口徑L70機炮，希望透過美軍的DIVAD計劃可在今後取得市場優勢。雖然福特航太和波佛斯的商業協定受到質疑，但因為40毫米彈藥在二次大戰時已為美軍所使用，即使戰後的40毫米L70機炮採用與前代不兼容的40×365R規格彈藥，但波佛斯的40毫米L70機炮也有包括北約成員國在內的多個國家選用，所以商業協定的曝光並未有對競標及後續發展造成影響。

### 中選方案
美國國防部於1978年1月13日選出通用動力和福特航太的設計方案進入原型車評測階段，各獲得合約製造一輛原型車，通用動力是XM246，福特航太是XM247，並訂於1980年6月起在布利斯堡的測試場展開比試，包括以遙控的F-86戰鬥機及UH-1直升機進行打靶試驗。1981年5月7日，國防部宣布福特航太的XM247擊敗通用動力是XM246，獲得進一步發展及生產的合約，編號改為M247，並命名為「約克中士」，以紀念在一次大戰中，帶領作戰單位僅存7人攻下7個德軍機槍陣地的美國陸軍中士艾文·約克。

## 設計

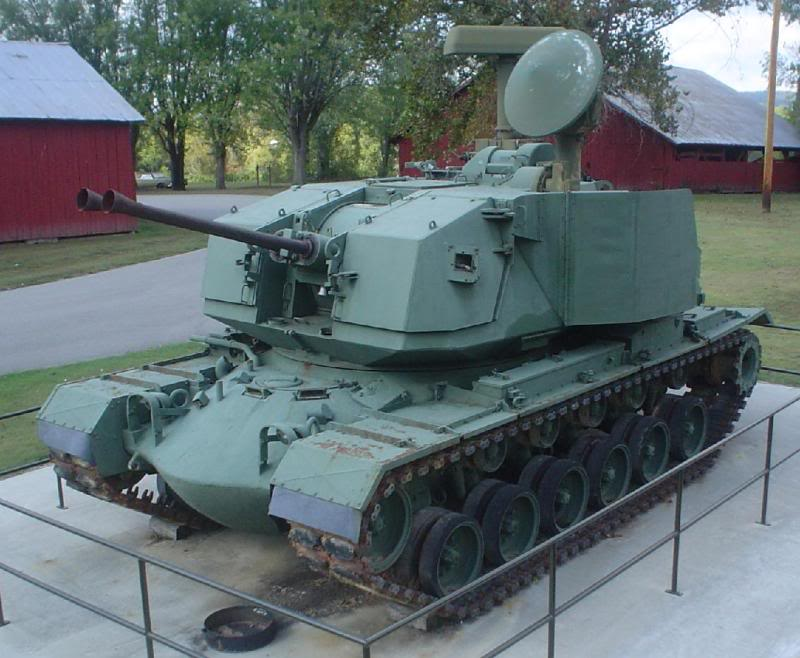
在戶外展示的M247，可見在炮塔頂部的雷達天線，追踪雷達天線呈圓形，搜索雷達天線呈長條梯形

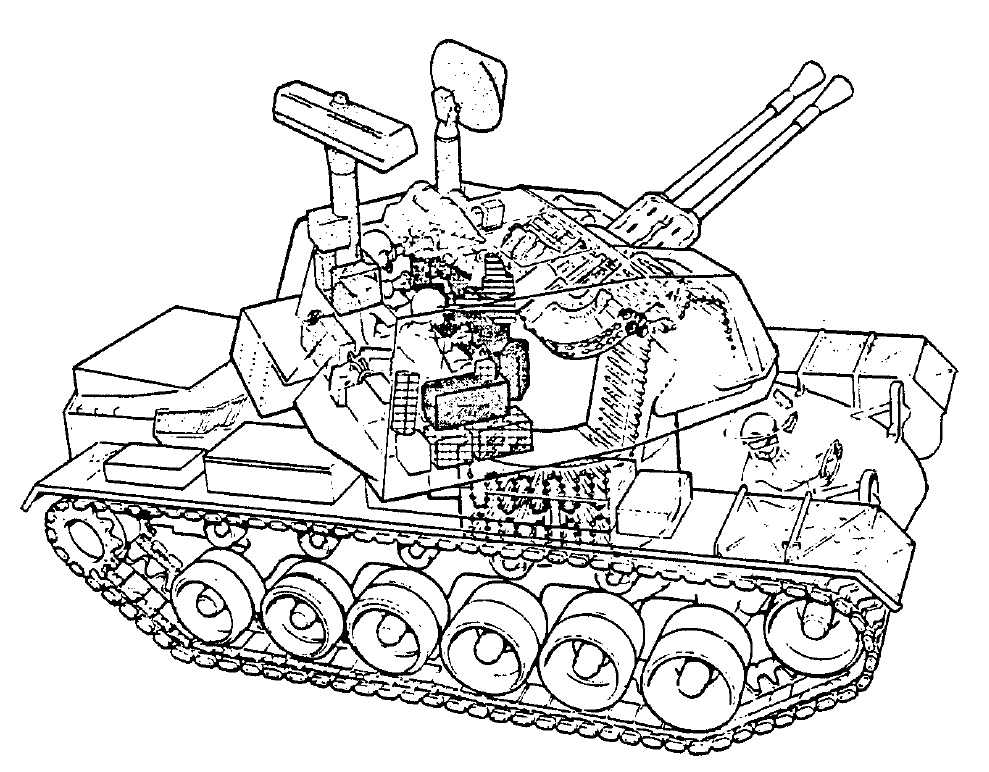
M247約克中士式自行防空炮的內部構造圖

M247自走防空炮的車身是應用M48坦克的舊車體修改而成，美國當時有大量已除役的M48坦克，利用舊坦克的車體可節省購買全新車體的成本，但因為新炮塔需要安裝雷達及火控系統，所以耗電量較原本的M48坦克大增，需要加裝輔助動力系統為新增的雷達及火控設備供電，因此車體內部的配置需要作出修改。此車由三名成員操作，分別是位於在車體前方的駕駛員，以及在炮塔內的車長和炮手。
防空炮塔由普通鋼材製造，裝有火控雷達，其行波管發射機是來自原本用於F-16戰隼戰鬥機的APG-66雷達，其雷達的搜索和追蹤天線在炮塔頂部，若不用時可以收起在炮塔後方，整個雷達系統由車長控制，它可以搜索10公里以內的空中目標，能分辨是固定翼機還是直昇機、是自己人的還是敵人的，火控系統還能計算出射擊參數、選用最佳彈種和射擊彈數以幫助炮手瞄準開火。
除了雷達制導開火之外，炮塔亦備有光學瞄準器及休斯公司研發的激光測距儀，可於雷達受到嚴重干擾或故障時使用，但最遠防空作戰接戰距離會減至8公里以內，而光學瞄準器亦適用於對地面目標的瞄準射擊。
炮塔正面裝有兩門由瑞典波佛斯公司開發的40毫米口徑L70機炮。波佛斯的40毫米口徑L70機炮是北約廣為使用的防空機炮，發射40×365R規格的彈藥。此炮由一個液壓推動的上彈系統供彈，可發射近炸引信破片彈、薄壁榴彈和演習彈。這兩門機炮以並排方式配置，配備有垂直陀螺儀組成的穩定裝置，可在崎嶇不平的地面及行駛時進行射擊。

## 計劃取消

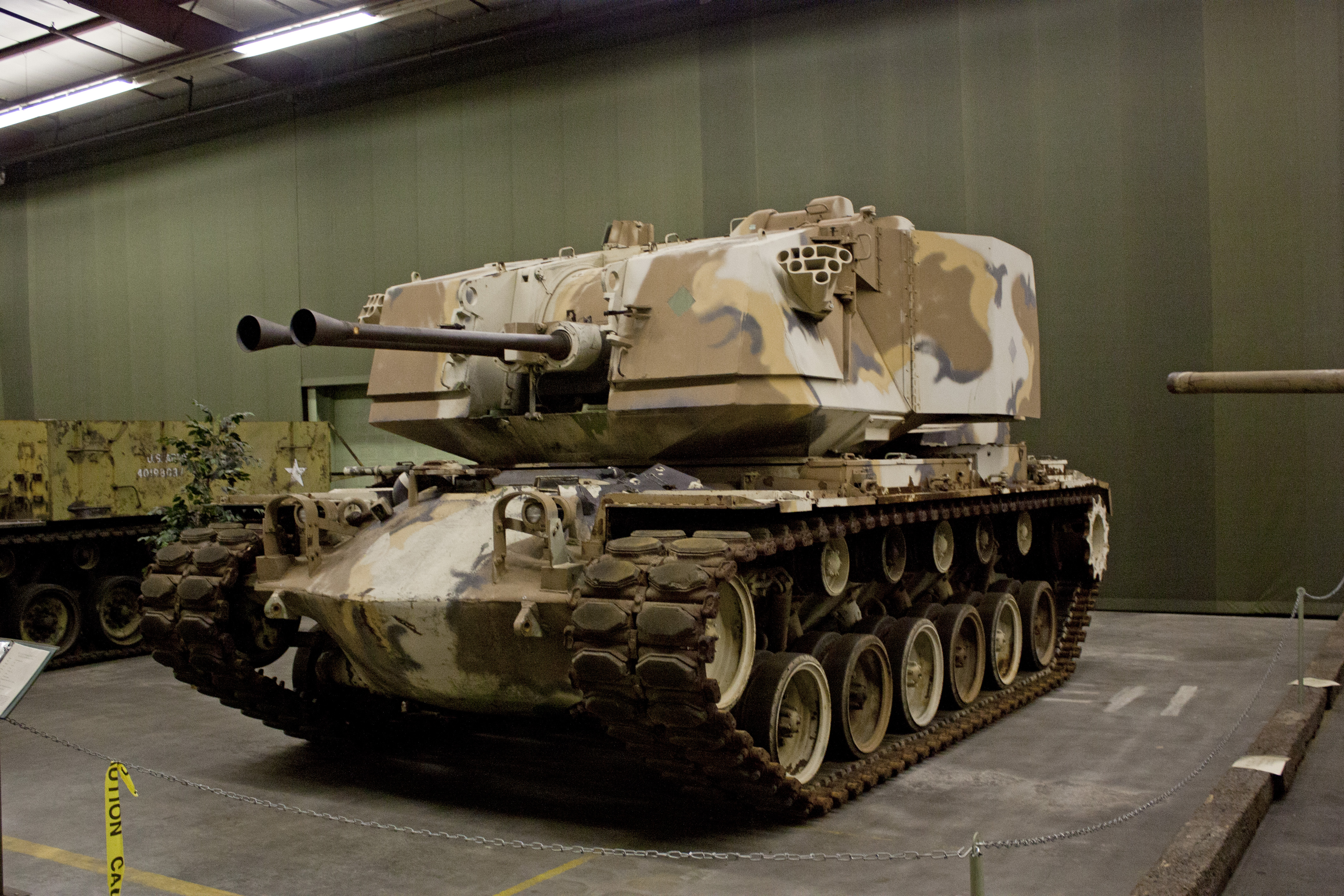
獲保留作展示的M247約克中士自走防空炮

M247於1984年12月至1985年5月期間進行先期量產測試，但在合約內163個要求中有22個未符合標準，另有22個是較為嚴重的運作失效，被認為不適合配發部隊應用，美國國防部於1985年8月決定取消M247的量產計劃。
此計劃被取消可歸納以下原因：
- 美國空軍自二次大戰後一直掌握空中優勢，陸軍在美國空軍保護下，昂貴及重型的前線防空武器在國防預算分配的先後次序下被認為並非必要。
- 開發時程嚴重滯後，但測試表現未達設定的要求。
- 可靠性欠佳，在測試期間經常故障，即使在1985年被取消之前，仍未符合配發部隊應用的可靠度。
- 計劃使用的M48坦克舊車體已有30年以上車齡，卻要用來承載重達20噸的防空炮塔，機動性能否配合當時美軍最新式的M1坦克行動備受懷疑。
- 成本過高，單價是M1坦克的3倍，但測試表現未如理想，仍需投入資金改進導致成本持續上漲[4]。

## 取代

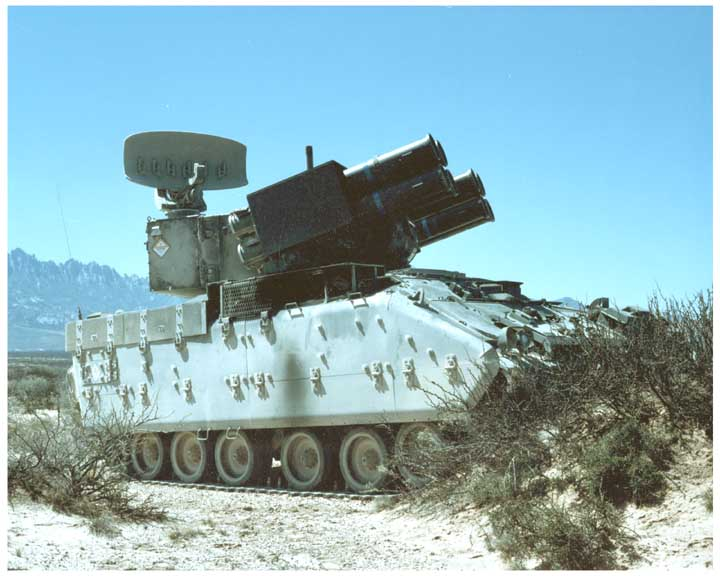
加裝阿達茨防空反坦克系統的M2步兵戰車，曾獲選為MIM-146，但最後因預算刪減而取消

M247約克中士式自行防空炮於1985年8月被國防部取消後，美國陸軍仍有開發前線防空武器的計劃，並以「前沿區域防空」（Forward Area Air-Defense，FAAD）的計劃為名進行招標，最後由瑞士的阿達茨防空反戰車系统勝出，獲美軍編配軍規編號MIM-146，原定採購387套裝備陸軍，但在1990年代初期因為美蘇冷戰結束及國防預算削減而被取消。

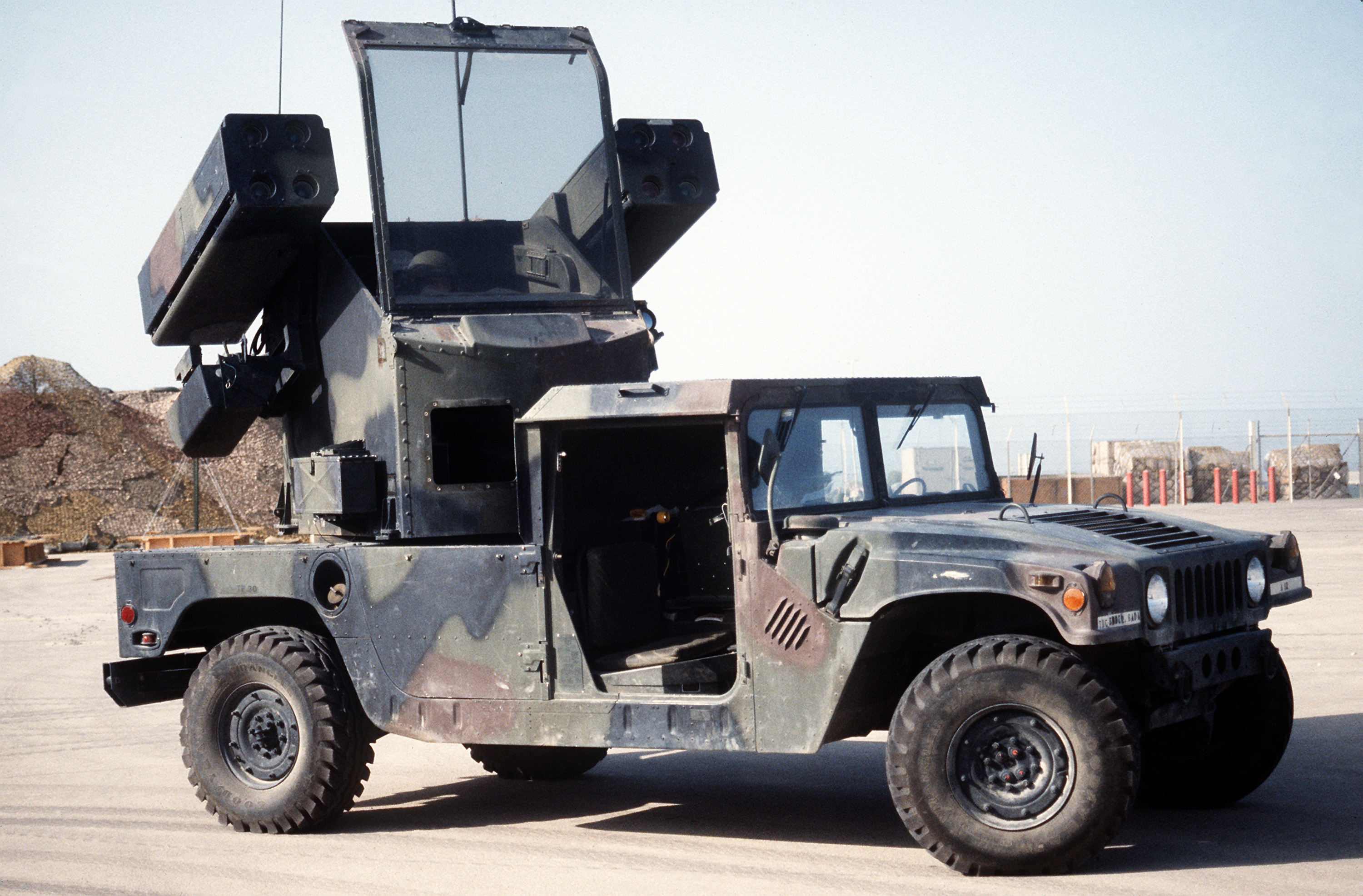
復仇者防空飛彈系統雖然只計劃作為一種低檔的防空系統，但後來卻因為需求轉變而成為美國陸軍的前線防空主力

在1980年代中期由波音飛機公司自行籌資開發，使用悍馬車運載FIM-92刺針式防空導彈的復仇者防空飛彈系統，這套系統主要採用現成的設備組成，刺針式防空導彈是單兵肩托發射的導彈，無需依靠複雜的雷達或光學瞄準設備即可使用，導彈採用追熱制導，可以射後不理。雖然復仇者系統沒有自帶雷達，全天候性能較弱，但系統的複雜程度相對較低，價格較為低廉，維護也較簡易，而且小型輕量容易快速部署，因此於1987年獲美國陸軍購入，作為前線地面部隊對低空威脅的基本自衛用途。

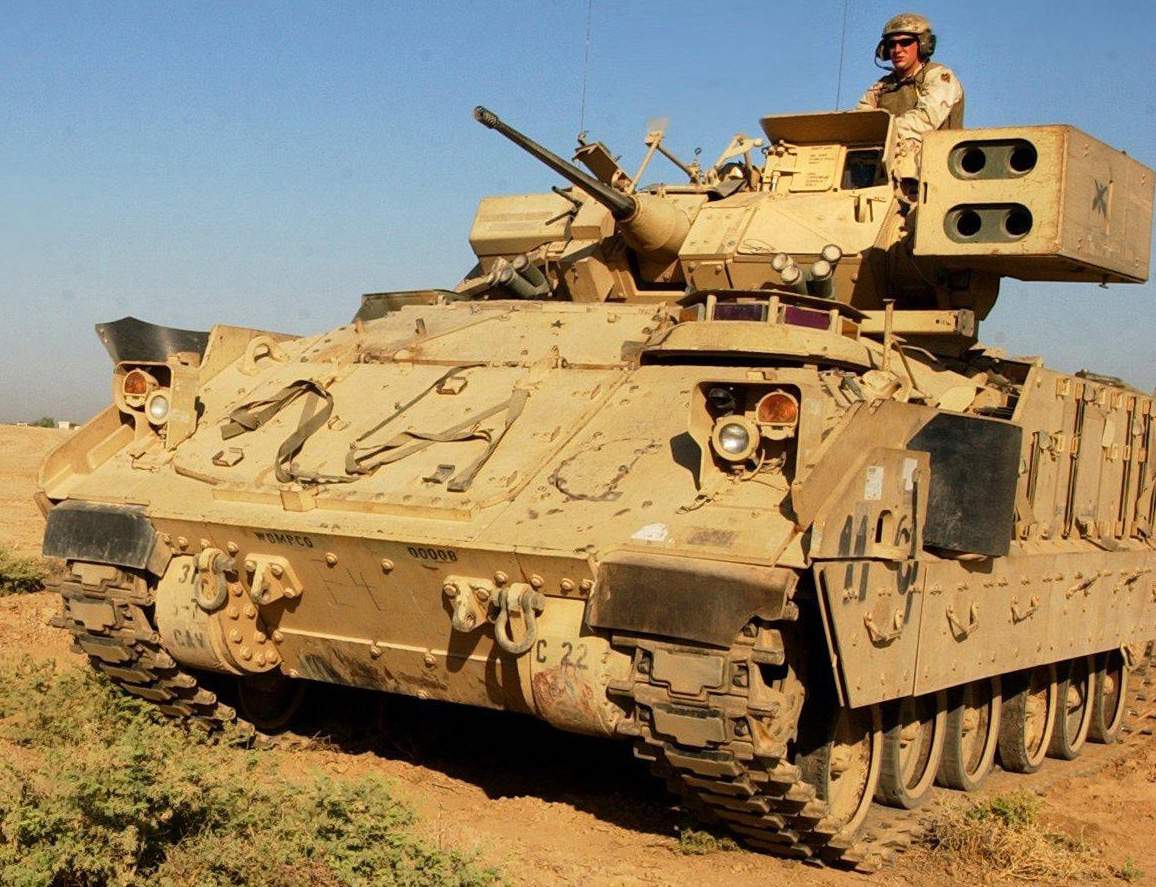
M6後衛者系統（Linebacker）將M2A2步兵戰車的BGM-71拖式反坦克導彈的發射器改為安裝FIM-92刺針式防空導彈的發射器

1991年蘇聯瓦解後，由於國防部認為此時已沒有其他國家的空中武力足以威脅美國空軍，陸軍在美國空軍的保護傘下，沒有必要購置複雜和昂貴的防空武器。與此同時，歐美各國都在提倡建立快速反應部隊應付規模有限的地區性武裝衝突，由於快速反應部隊的裝備需要符合輕量化的條件，以便可通過空運達致快速部署，重型和複雜的防空武器在這個發展需求下並不適用，加上當時美國國防預算緊縮，國防部除了決定將已過時的防空裝備盡快除役以節省開支外，對於進行中的新型前線防空系統採購計劃，也因為價格昂貴和現在沒有必要而決定將之取消，國防部認為陸軍的低空防空自衛可改用較簡單和較廉價，以及可和現有裝備共通的防空系統。由「前沿區域防空」（FAAD）計劃發展而來的MIM-146因預算刪減而被遭到取消後，美國陸軍改為在1997年採用由M2A2步兵戰車改配四枚刺針式防空導彈衍生而來的M6後衛者式防空系統（Linebacker），作為前線裝甲部隊的機動防空武器。因此均發射刺針式防空導彈的復仇者式防空系統和後衛者式防空系統，便成為美國陸軍在1990年代後期最主要的前線機動防空武器。

## 研發國家
- 美国